# Pere Vigo i Sallent
Pere Vigo i Sallent (Ribes de Freser, Ripollès, 13 de setembre de 1952) és un polític català, diputat al Parlament de Catalunya de la VI a la IX legislatures.
Ha fet estudis preuniversitaris, i s'ha format en veterinària, geologia i història. Ha treballat com a comerciant, com a professor d'esquí, com a comptable, com a socorrista, com a comercial i com a encarregat de cadena de muntatge. Col·labora en els diaris El Punt i Diari de Girona, i en el setmanari El 9 Nou, pertany a la Penya Barcelonista Vall de Ribes i al Club d'Esquí Fontalba.
Afiliat a Esquerra Republicana de Catalunya (ERC) des del 1992, ha estat alcalde de Ribes de Freser (1995-2003), vicepresident de la Federació de Municipis de Catalunya (FMC) (1997-1999), conseller comarcal del Ripollès (1995-1999) i ha estat elegit diputat a les eleccions al Parlament de Catalunya de 1999, 2003, 2006 i 2010, on ha estat president de la comissió d'investigació del Cas Millet. El gener de 2011 va renunciar a l'escó per motius de salut i va passar a un segon terme en la vida política com a militant d'ERC.